# Kanton Caen-7
Der Kanton Caen-7 war von 1982 bis 2015 ein französischer Wahlkreis im Département Calvados und in der damaligen Region Basse-Normandie. Er umfasste eine Gemeinde und einen Gemeindeteil im Arrondissement Caen; sein Hauptort (frz.: chef-lieu) war Caen. Die landesweiten Änderungen in der Zusammensetzung der Kantone brachten im März 2015 seine Auflösung. Vertreter im Generalrat des Départements war zuletzt seit 2008 Bertrand Havard.

## Gemeinden
| Gemeinde   | Einwohner (Stand: 2022) | Code postal | Code Insee |
| ---------- | ----------------------- | ----------- | ---------- |
| Caen       | 108.398 *               | 14000       | 14118      |
| Mondeville | 10.286                  | 14120       | 14437      |

- Zum Kanton gehörten davon nur etwa 4000 Einwohner.